# Tanga (région)
Pour les articles homonymes, voir Tanga.
La région de Tanga est une région du nord-est de la Tanzanie. Bordée à l'est par l'océan Indien et au nord par le Kenya, sa capitale est la ville portuaire de Tanga.

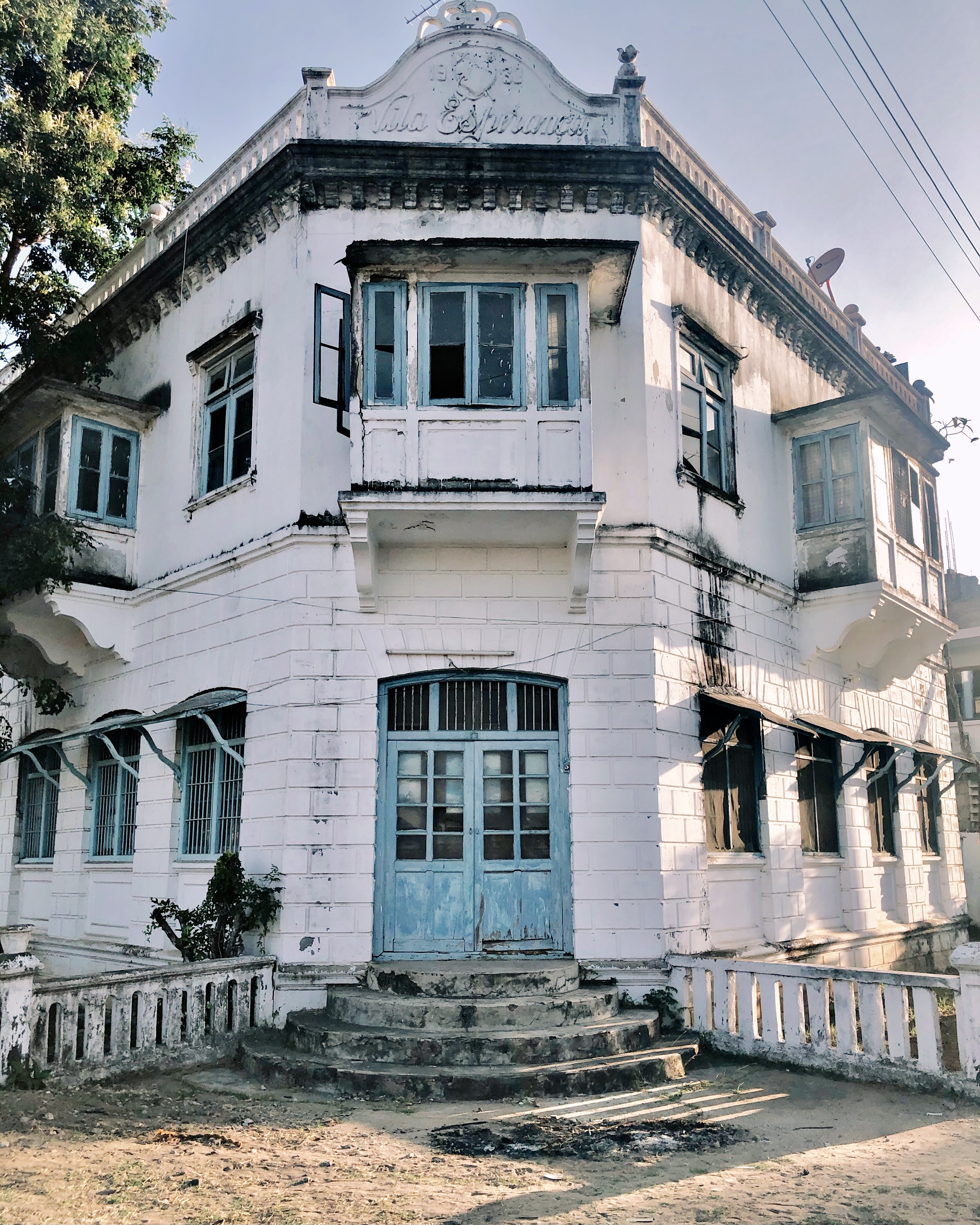
Ancien bâtiment colonial dans le quartier central